# Taxa de nupcialidade
A taxa de nupcialidade é um dado estatístico que relaciona o número de casamentos por cada mil habitantes numa dada região e num período de tempo. Nesta variável, é utilizada uma medida em permilagem pois assim permite a fácil comparação entre as várias regiões. 

## No Brasil
No Brasil, a maior taxa de nupcialidade está no Acre, 11,1. A menor, no Rio Grande do Sul, em torno de 2,5.

## Em Portugal
Em 2016, o valor da taxa bruta de nupcialidade em Portugal foi de 3,1 casamentos por mil habitantes.
1. ↑  «Mais de 60 divórcios por dia em Portugal em 2016»